# Nogueiró
Nogueiró é uma localidade portuguesa do Município de Braga que foi sede da extinta Freguesia de Nogueiró, freguesia que tinha 2,76 km² de área e 3 749 habitantes (2011),e, por isso, uma densidade populacional de 1 358,3 hab/km².
A Freguesia de Nogueiró foi extinta em 2013, no âmbito de uma reforma administrativa nacional, tendo sido agregada à Freguesia de Tenões, para formar uma nova freguesia denominada União das Freguesias de Nogueiró e Tenões da qual é a sede.

## População
| População da freguesia de Nogueiró (1864 – 2011) | População da freguesia de Nogueiró (1864 – 2011) | População da freguesia de Nogueiró (1864 – 2011) | População da freguesia de Nogueiró (1864 – 2011) | População da freguesia de Nogueiró (1864 – 2011) | População da freguesia de Nogueiró (1864 – 2011) | População da freguesia de Nogueiró (1864 – 2011) | População da freguesia de Nogueiró (1864 – 2011) | População da freguesia de Nogueiró (1864 – 2011) | População da freguesia de Nogueiró (1864 – 2011) | População da freguesia de Nogueiró (1864 – 2011) | População da freguesia de Nogueiró (1864 – 2011) | População da freguesia de Nogueiró (1864 – 2011) | População da freguesia de Nogueiró (1864 – 2011) | População da freguesia de Nogueiró (1864 – 2011) |
| ------------------------------------------------ | ------------------------------------------------ | ------------------------------------------------ | ------------------------------------------------ | ------------------------------------------------ | ------------------------------------------------ | ------------------------------------------------ | ------------------------------------------------ | ------------------------------------------------ | ------------------------------------------------ | ------------------------------------------------ | ------------------------------------------------ | ------------------------------------------------ | ------------------------------------------------ | ------------------------------------------------ |
| 1864                                             | 1878                                             | 1890                                             | 1900                                             | 1911                                             | 1920                                             | 1930                                             | 1940                                             | 1950                                             | 1960                                             | 1970                                             | 1981                                             | 1991                                             | 2001                                             | 2011                                             |
| 361                                              | 360                                              | 440                                              | 438                                              | 491                                              | 519                                              | 634                                              | 825                                              | 1 106                                            | 1 501                                            | 962                                              | 1 165                                            | 943                                              | 2 118                                            | 3 749                                            |

## Património
- Castro do Monte da Consolação

## História
A área geográfica em que actualmente se encontra localizada a localidade de Nogueiró, talvez já seja povoada desde a idade do ferro. Com efeito no cimo do Monte da Consolação encontram-se vestígios da passagem e permanência do homem dessa época. Poderá ter sido este monte habitado por uma tribo de Brácaros, povo que deu origem à cidade de Braga. A povoação que hoje conhecemos é o resultado da junção das freguesias de São Romão de Dadim e São Salvador de Nogueiró, pedida pelos habitantes das duas ,cerca de 1665, como se pode ler na 1ª Gaveta das Igrejas no nº111 que diz assim:
«Em 1675 os fregueses de Nogueiró e Dadim pediram autorização ao cabido para demolirem as duas igrejas e construírem uma só para as duas freguesias». Dadim, foi então incorporada em Nogueiró e à primitiva igreja corresponde o lugar de Igreja Velha, sendo agora a nova igreja apelidada de São Salvador de Nogueiró e Dadim.
Num documento do século XVIII da autoria de P.Carvalho, pode ainda ler-se que «o Arcebispo que as uniu foi D. Veríssimo de Alencastre»... «que a nova Igreja saída da união de Nogueiró e Dadim fica no meio de ambas e é uma vigararia da Sé à qual rende trinta mil reis e para o cabido que leva os dízimos cinquenta mil reis. No ano de 1706 tem esta freguesia 60 vizinhos (fogos) e é composta pelos seguintes lugares: Boavista, Boucinhas, Cachada, Campo Grande, Cimo de Vila, Consolação, Dadim, Igreja, Igreja Velha, Fábrica, Gaião, Granja, Lage, Lugar Novo, Ourado, Peixoto, Pinheiro, Pinheiros, Rasa, Seara de Baixo, Seara de Cima, Sub-Veigas, Veigas e Urjães.
No censo de Braga de 1862, Nogueiró aparece com 98 fogos e 358 habitantes e no princípio do século XX 174 fogos para 440 habitantes.
Mas a referência as estas duas freguesias antes de se unirem é anterior à fundação da nacionalidade. Efectivamente a primeira referência a Dadim que se conhece, é o documento da sua doação à Sé que data de 1103, quarenta anos antes da proclamação da Independência de Portugal. Também a 1ª Prop. do cabido, documento 112 do ano de 1271, no tempo do rei D. Afonso III, aparece esta inscrição: «...In parrochiis eccclesiarum... Sacti Romani de Dadim e Sancti Salvatoris de Nogueiroo...», que quer dizer:  Nas paróquias das igrejas de São Romão de Dadim e São Salvador de Nogueiró. Num documento de 1320 diz-se que Nogueiró pagava ao cabido da Sé vinte e sete libras «Eclesia Sancti Salvatoris Nogueiroo ad viginti et septem libras».
Pelo que embora não se conheçam pormenores destas longínquas épocas, podemos verificar e atestar que a existência de Nogueiró seja anterior à fundação da nacionalidade portuguesa.